# The Elder Scrolls Online
Az Elder Scrolls Online egy MMORPG, amelyet a ZeniMax Online Studios fejlesztett és a Bethesda Softworks adott ki eredetileg Microsoft Windows és OS X operációs rendszerekre 2014 áprilisában. A játék része az Elder scrolls sorozatnak, amelyből ez az első multiplayer. Akárcsak az Elder Scrolls franchise egyéb játékaiban, a játék cselekménye Tamriel kontinensen folyik, és közvetetten kapcsolódik a többi játékhoz. Kezdetben vegyes vélemények érték, de ezek jelentősen javultak az újbóli kiadás után, mint a The Elder Scrolls Online: Tamriel Unlimited. A kritikusok dicsérik a változásokat. Hasonlóan a többi MMORPG-hez, az Elder Scrolls Online eredetileg egy kötelező havi előfizetési modellt használt, egészen addig, amíg át nem váltották a mikrotranzakciókra és az opcionális előfizetésre vonatkozó buy-to-play modellre 2015 márciusában. A játék Elder Scrolls Online: Tamriel Unlimited néven futott tovább és PlayStation 4 valamint Xbox One konzolokra 2015 júniusában jelent meg. 2017-től a játéknak körülbelül egymillió havi aktív felhasználója volt, több mint 8,5 millió játékossal.

## Játékmenet
A korábbi Elder Scrolls címekhez hasonlóan a játékmenet többnyire nemlineáris, a küldetések, a véletlenszerű események és a free-roaming jellemzi. A játék nem ad lehetőséget az egyjátékos offline játékra, bár a fejlesztők azt állították, hogy "sok tartalom" lenne, amely olyan játékosok számára készült, akik inkább offline játszanak. A játékos 10 különböző fajjal játszhat; emberek: Északi (Nord), Redguard, Breton és Birodalmi (Imperial); tündék: Sötét Tünde (Dunmer/Dark Elf), Nemes Tünde (Altmer/High Elf), Erdei Tünde(Bosmer/Wood Elf) és Ork (Orsimer); valamint Khajiit és Argonian. 
A játékos 4 osztály közül választhat: Nightblade, Dragonknight, Templar és Sorcerer. A Morrowind fejezettel elérhetővé vált a Warden, az Elsweyr fejezet megjelenésével pedig a Necromancer kaszt is. Minden osztály különböző támadásokat, varázslatokat és passzív képességeket használ, de a használt fegyverektől függően lehetnek egyforma képességeik is a karakternek. A játéknosak más jellegű egyedi döntései is lehetnek, például a játékosok karaktere akár vámpír vagy vérfarkas is lehet, amelyek mindegyike saját készségfát ad.

## Kiadások

### Eredeti kiadás
Az Elder Scrolls Online-t 2012. május 3-án jelentették be a Game Informer honlapján és a magazin ugyanazon havi számában. 2014 április 4-én jelent meg a PC-re és a Mac-re. A PlayStation 4 és Xbox One konzolokra 2015. június 9-én jelent meg. Röviddel az elindulás után azt jelentették, hogy egyes játékosok nem tudták aktiválni a vásárlással együtt járó 30 napos ingyenes játékidőt, amíg elő nem fizettek. Egy komoly elem duplikációs kihasználását fedezték fel, amely lehetővé tette a játékosok számára, hogy hatalmas játékbeli vagyonra tegyenek szert, amelyet röviddel a kiadás után halmoztak fel. A ZeniMax később bejelentette, hogy a kizsákmányolás miatt folyamatosan tiltott több ezer felhasználói fiókot.

### Tamriel Unlimited
2015. január 21-én bejelentették, hogy az aktív előfizetésre már nincs szükség a játékhoz 2015. március 17-től. A kezdeti játékáron kívül egy opcionális "ESO Plus" előfizetés is elérhető lesz, amely hozzáférést biztosít az összes jelenlegi és jövőbeli letölthető tartalomhoz (DLC) és rendelkezésre bocsát 1500 koronát (Crown), az egyik játékon belüli fizetőeszközt, mindaddig, amíg a játékos előfizetése aktív. A DLC-k külön megvásárolhatók a Crown Store-ban is. Ezenkívül az opcionális előfizetés különböző előnyöket biztosít, amelyek lehetővé teszik a játékosok számára, hogy valamivel gyorsabban haladjanak előre, mint egy szabad játékos (magasabb tapasztalatszerzés, külön raktár a szakmákhoz tartozó anyagoknak, kétszer akkora hely a bankban stb.)

### Gold Edition
2016. július 6-án a ZeniMax bejelentette, hogy kiadja a The Elder Scrolls Online "Gold Edition" kiadását 2016. szeptember 9-én. A Gold Edition magában foglalja az alapjátékot és egy bizonyos kozmetikai elemet, valamint a négy nagy DLC-t: Imperial City, Orsinium, Thieves Guild és Dark Brotherhood. Ezenkívül a ZeniMax kiadta a "Guilds and Glory" DLC csomagot azoknak a felhasználóknak, akik már rendelkeznek az alapjátékkal.